# Patricia Shaw
Patricia Shaw (* 26. Mai 1928 in Melbourne, Australien; † 25. Juli 2024 in Paradise Point, Gold Coast) war eine australische Sachbuch- und Romanautorin; sie lebte in Queensland an der Goldküste Australiens.

## Werdegang
Patricia Shaw studierte Geschichte und schrieb als Assistentin des Gouverneurs von Queensland Reportagen und Kurzgeschichten. Ab 1983 arbeitete sie für die Abteilung Oral History in der Parlamentsbibliothek und schrieb zwei Sachbücher über die Besiedlung Australiens.
Erst mit 52 Jahren entschied sie sich, Romane zu schreiben. Unter ihren zahlreiche Romanen, die meist Familiensagas aus der Zeit der Besiedlung des australischen Hinterlandes sind und die ihr den Titel Chronistin Australiens einbrachten, sind die internationalen Bestseller River of the Sun (1991, dt. Sonnenfeuer) und The Opal Seekers (1996, dt. Brennender Traum).
Patricia Shaw war auch eine engagierte Tierschützerin und setzte sich besonders für die einheimischen Vögel ein. Sie starb am 25. Juli 2024 im Alter von 96 Jahren in ihrem letzten Wohnort Paradise Point.

## Auszeichnungen
- 2004 „Corine – Internationaler Buchpreis“ für Der Wind des Südens

## Bibliografie

### Sachbücher
- Brother Digger (1984)
- Pioneers of a Trackless Land

### Romane
- 1989 Valley of Lagoons
  - Südland, dt. von Peter Robert und Peter Pfaffinger; Schneekluth-Verlag, München 1991, ISBN 3-7951-1185-4.
- 1991 River of the Sun (Bd. 1 der Buchanan-Saga)
  - Sonnenfreuer, dt. von Heide Horn; Schneekluth-Verlag, München 1993, ISBN 3-7951-1269-9.
- 1992 The Feather and the Stone
  - Weites, wildes Land, dt. von Karin Dufner und Barbara Steckhan; Schneekluth-Verlag, München 1994, ISBN 3-7951-1270-2.
- 1993 Where the Willows Weep
  - Heisse Erde, dt. von Veronika Cordes und Susanne Dickerhof-Kranz; Schneekluth-Verlag, München 1995, ISBN 3-7951-1354-7.
- 1994 Cry of the Rainbird
  - Der Ruf des Regenvogels, dt. von Karl-Heinz Ebnet; Schneekluth-Verlag, München 1997, ISBN 3-7951-1373-3.
- 1995 Fire Fortune (Bd. 2 der Buchanan-Saga)
  - Der Traum der Schlange, dt. von Susanne Goga-Klinkenberg; Schneekluth-Verlag, München 1996, ISBN 3-7951-1374-1.
- 1996 The Opal Seekers
  - Brennender Traum, dt. von Annette Hahn; Schneekluth-Verlag, München 1998, ISBN 3-7951-1375-X.
- 1997 Glittering Fields
  - Leuchtendes Land, dt. von Susanne Goga-Klinkenberg; Schneekluth-Verlag, München 1998, ISBN 3-7951-1626-0.
- 1998 A Cross of Stars
  - Sterne im Sand, dt. von Susanne Goga-Klinkenberg; Schneekluth-Verlag, München 1999, ISBN 3-7951-1581-7. (oder Goldene Gräser)
- 1999 Orchid Bay
  - Feuerbucht, dt. von Susanne Goga-Klinkenberg; Schneekluth-Verlag, München 2000, ISBN 3-7951-1659-7.
- 2000 Waiting for the Thunder (Fortsetzung von Weites, wildes Land)
  - Tal der Träume, dt. von Susanne Goga-Klinkenberg; Schneekluth-Verlag, München 2001, ISBN 3-7951-1660-0.
- 2001 The Dream Seekers
  - Im Land der tausend Sonnen, dt. von Elisabeth Hartmann; Droemer Knaur, München 2002, ISBN 3-426-62381-1.
- 2002 On Emerald Downs (Fortsetzung von Südland)
  - Im Feuer der Smaragde, dt. von Susanne Goga-Klinkenberg; RM-Buch-und-Medien-Vertrieb, Rheda-Wiedenbrück; Gütersloh 2003.
- 2003 The Five Winds (Fortsetzung von Feuerbucht)
  - Wind des Südens, dt. von Karin Dufner und Elisabeth Hartmann; Knaur, München 2004, ISBN 3-426-66188-8.
- 2005 Storm Bay
  - Insel der glühenden Sonne, dt. von Susanne Goga-Klinkenberg; Knaur, München 2007, ISBN 978-3-426-66204-5.
- 2007 The Captain's Lady
  - Salz der Hoffnung, dt. von Ingrid Krane-Müschen; Knaur-Taschenbuch-Verlag, München 2007, ISBN 978-3-426-63450-9.
- 2007 Mango Hill (Fortsetzung von Heiße Erde)
  - Im Tal der Mangobäume, dt. von Margarete Längsfeld und Heidi Lichtblau; Knaur, München 2009, ISBN 978-3-426-66323-3.